# Orléans metropolisz

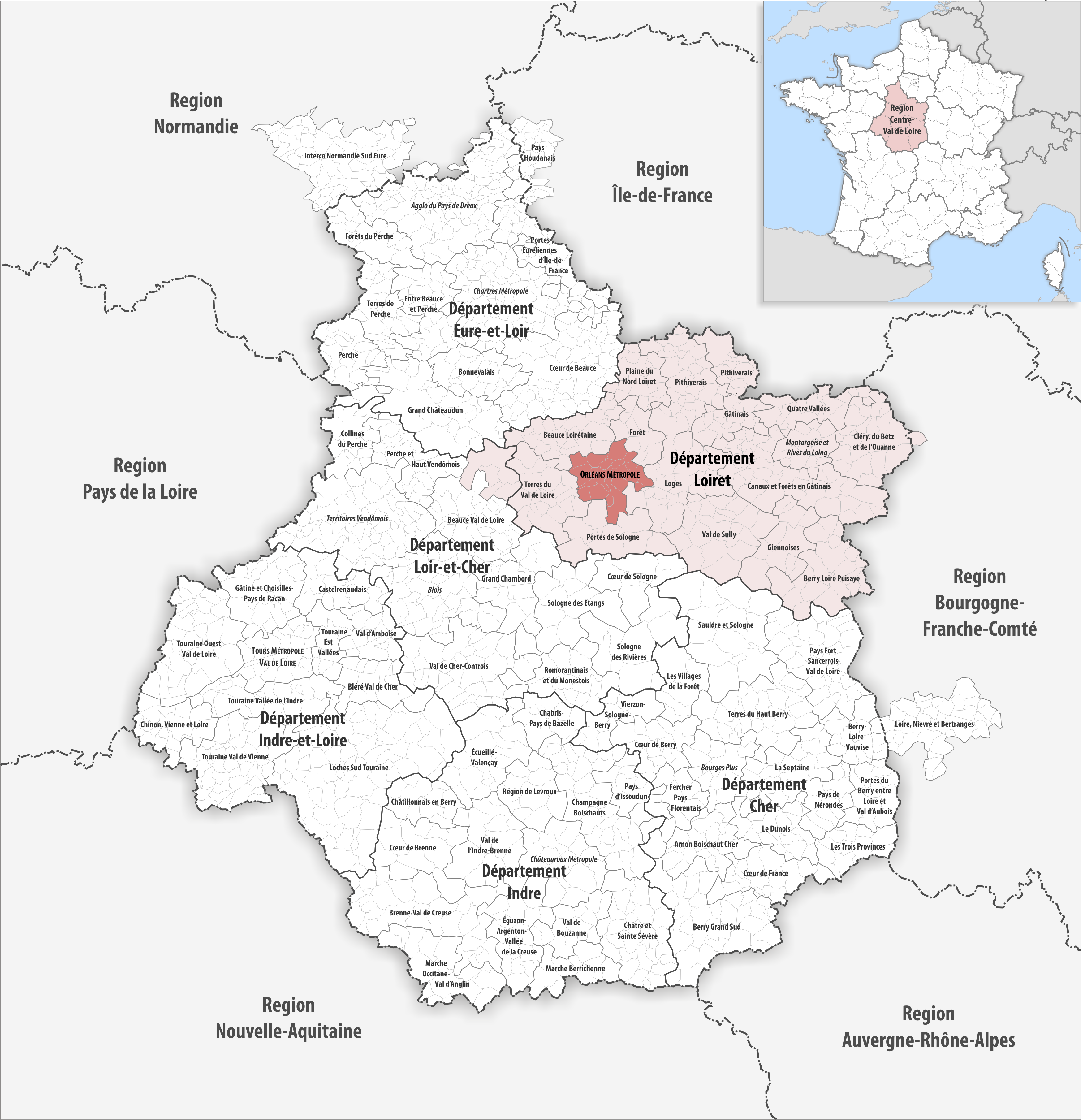
Elhelyezkedése a régióban és Loiret megyében

Orléans metropolisz (franciául: Orléans Métropole) a franciaországi metropoliszok egyike, a francia községközi társulási rendszer (intercommunalité) része.
Franciaország középső részén, Centre-Val de Loire régió Loiret megyéjében helyezkedik el. Orléans-t és a város vonzáskörzetének további 21 községét foglalja magába. 2017. május 1-jén jött létre az addigi „Orléans Métropole városközösség” (communauté urbaine Orléans Métropole) átalakításával.
Népessége 292 001 fő volt 2021-ben, ebből 116 617 fő Orléans-ban élt. Területe 334,3 km2. Igazgatási központja Orléans-ban van.

## Községek
A metropoliszt az alábbi 22 község alkotja:
1. Boigny-sur-Bionne
2. Bou
3. Chanteau
4. La Chapelle-Saint-Mesmin
5. Chécy
6. Combleux
7. Fleury-les-Aubrais
8. Ingré
9. Mardié
10. Marigny-les-Usages
11. Olivet
12. Orléans
13. Ormes
14. Saint-Cyr-en-Val
15. Saint-Denis-en-Val
16. Saint-Hilaire-Saint-Mesmin
17. Saint-Jean-de-Braye
18. Saint-Jean-de-la-Ruelle
19. Saint-Jean-le-Blanc
20. Saint-Pryvé-Saint-Mesmin
21. Saran
22. Semoy